# Département du Travail et des Retraites
Pour les articles homonymes, voir Département du Travail.
Le département du Travail et des Retraites (en anglais : Department for Work and Pensions, DWP) est un département exécutif du gouvernement britannique chargé de l'emploi, de la dépendance et de la consommation.
Il est dirigé par le secrétaire d'État au Travail et aux Retraites.

## Historique

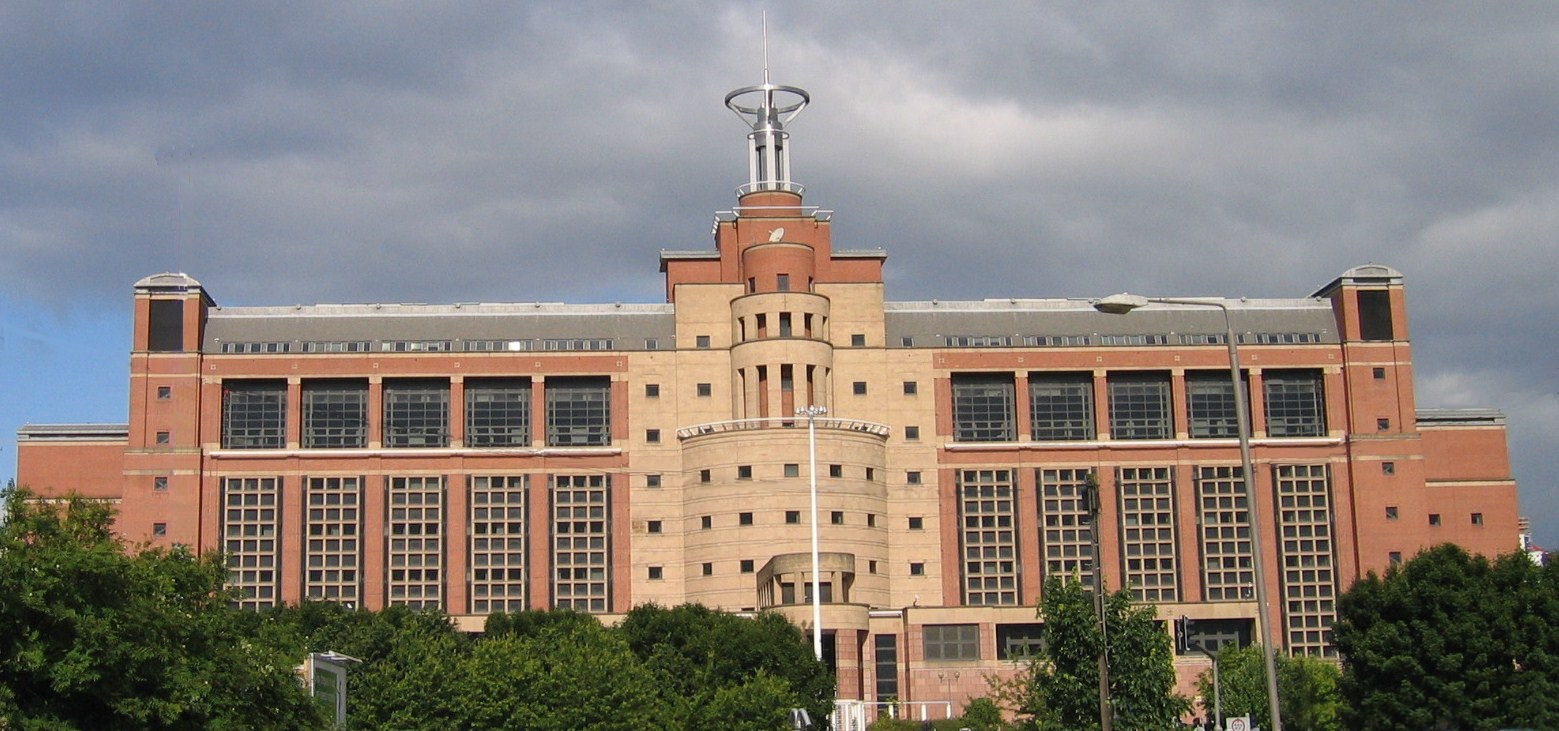
Bureaux du DWP à Leeds

Le département du Travail et des Retraites a été créé par Tony Blair le 8 juin 2001, en réunissant les compétences sur l'emploi du département de l'Éducation et de l'Emploi au département de la Sécurité sociale, six ans après l'absorption du département de l'Emploi par celui de l'Éducation.

## Missions
Les missions du DWP sont de rendre la vie plus équitable, sûre et épanouissante, de libérer les enfants de la pauvreté et de gérer les travailleurs, les retraités, les handicapés et leurs soignants bénévoles. Il est également chargé de réduire la dépendance à l'égard de l'État-providence, d'accroître la compétitivité économique en aidant les gens à travailler où ils le peuvent et les employeurs à obtenir les employés et compétences dont ils ont besoin, et enfin d'offrir le plus grand choix et la meilleure qualité de service pour les consommateurs et les contribuables.
Le département du Travail exerce notamment la tutelle sur Jobcentre Plus, qui gère les allocations chômage et autres allocations sociales, ainsi que sur le Service des retraites, du handicap et des soignants bénévoles.
Le DWP assure la promotion des femmes pionnières dans les domaines de la technologie, Ada Lovelace la première, puis une sélection régulièrement, telle Lola Odelola en 2018.

## Direction
La direction du département du Travail est assurée par un secrétaire d'État (Secretary of State), qui siège de droit au Cabinet, deux ministres d'État et deux sous-secrétaires d'État parlementaire (Parlementiary Under-Secretary of State).
L'équipe ministérielle du DWP actuelle est :
- Secrétaire d'État : Liz Kendall
  - Ministre d'État à l'Emploi : Alison McGovern
  - Ministre d'État aux Personnes Handicapées, à la Santé et au Travail : 
    - Sous-secrétaire d'État parlementaire à la Mobilité sociale, à la Jeunesse et à la Progression :
- Secrétaire permanent : Peter Schofield

## Agences exécutives
- Jobcentre Plus
- Pension, Disability and Carers Service
- Health and Safety Executive
- Directgov
- Employment Medical Advisory Service
- Personal Accounts Delivery Authority